# 四使徒
《四使徒》是德国文艺复兴艺术大师阿尔布雷希特·丢勒最后一件重要作品，完成于1526年。它描绘的四位使徒尺寸大于真人。巴伐利亚的马克西米利安一世向纽伦堡市议会施加压力，于1627年获得了《四使徒》。此后，这幅画就收藏在慕尼黑。自1806年起，纽伦堡努力想要收回，但一直未能成功。
丢勒迁居纽伦堡后，创作了许多著名绘画，其中包括几幅自画像。他将《四使徒》赠送给市议会。约翰和彼得出现在左侧的板；右侧的板上描绘的人物是马可和保罗。马可和保罗都手拿圣经，而约翰和彼得则正在阅读打开的约翰福音。在每块板的底部，是引用的圣经。
从圣经报价题写阅读。 
四位使徒是：
- 约翰：打开的书
- 彼得：钥匙
- 马可：卷轴
- 保罗：剑和封闭的圣经

他们也符合四种气质类型。
- 约翰：多血质
- 彼得：粘液质
- 马可：胆汁质
- 保罗：抑郁质